# Enigma (2005)
Enigma – Eine uneingestandene Liebe is een Duitse dramafilm uit 2005 onder regie van Volker Schlöndorff.

## Verhaal
Erik Larsen weet zich binnen te werken bij de teruggetrokken auteur Abel Znorko. Hij is druk bezig met een nieuwe roman, maar hij wil daar niets over kwijt. Erik Larsen tracht toch meer te weten te komen.

## Rolverdeling
- Mario Adorf: Abel Znorko
- Justus von Dohnányi: Erik Larsen